# جون بيكويذ (ملحن)
جون بيكويذ هو عالم موسيقى وأستاذ جامعي وعازف بيانو وملحن كندي، ولد في 9 مارس 1927 في فيكتوريا في كندا.

## وصلات خارجية
- جون بيكويذ على موقع ميوزك برينز (الإنجليزية)
- جون بيكويذ على موقع أول ميوزيك (الإنجليزية)
- جون بيكويذ على موقع ديسكوغز (الإنجليزية)